# Chiesa di Santa Maria Assunta (Tignale)
La chiesa di Santa Maria Assunta è la parrocchiale di Gardola, frazione-capoluogo del comune sparso di Tignale, in provincia e diocesi di Brescia; fa parte della zona pastorale dell'Alto Garda.

## Storia

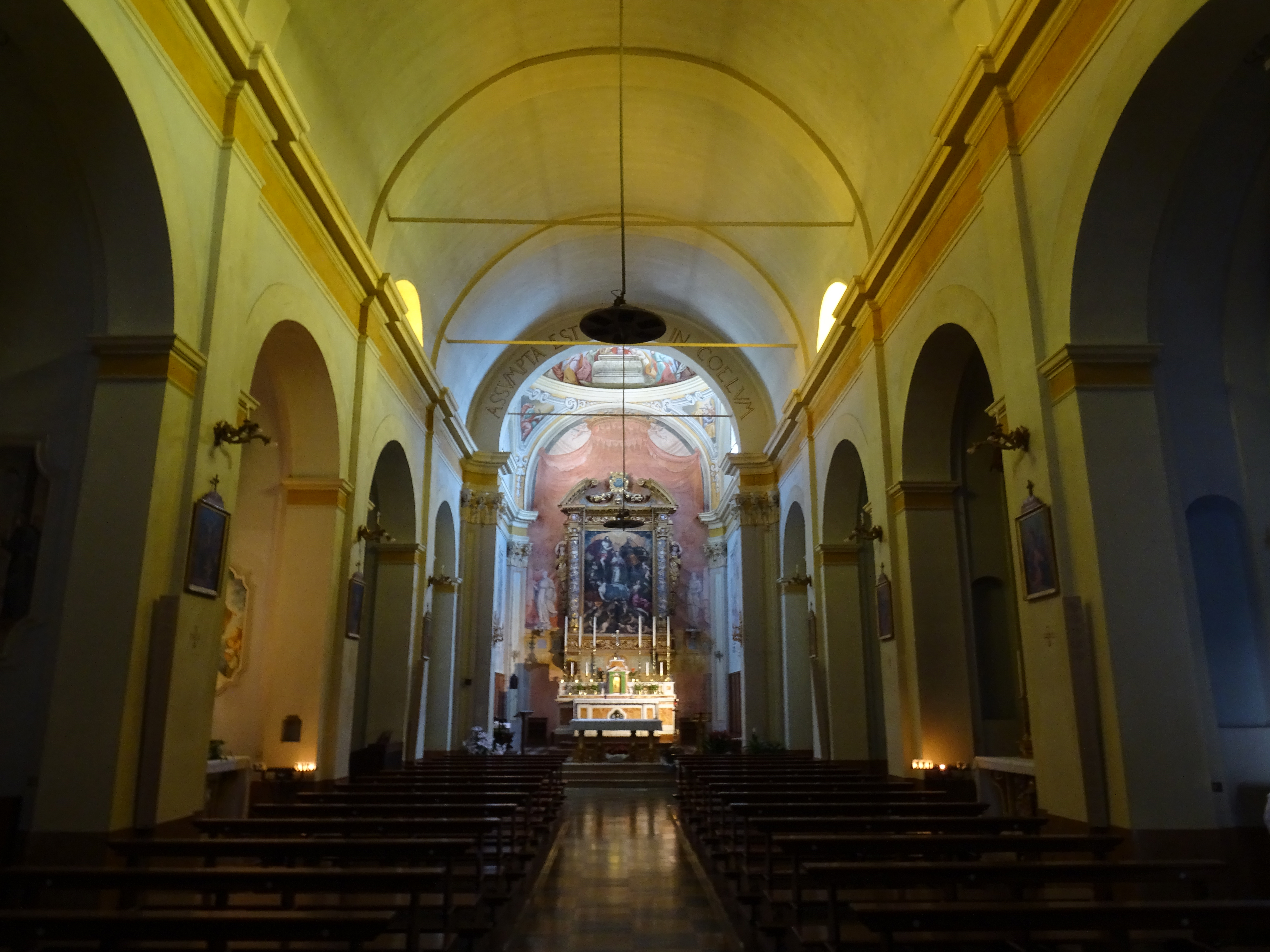
Interno